# Neogen
Neogen (græsk: néos, dansk: ~ ny og -genēs, dansk: ~ født) dækker tidsrummet fra 2,588 til 23,03 millioner år siden. I 1968 indførte den Internationale Stratigrafiske Kommission Neogen, der afløste den yngste del af tertiærtiden. Tertiær blev fra da af en uformel betegnelse. Den Internationale Stratigrafiske Kommission (ICS) ønskede at lade Neogen overtage Kvartær, men i Nordeuropa har man endnu ikke anerkendt ICS's forslag, det var til urafstemning ved Subcommission on Quaternary Stratigraphy (SQS) mødet i Oslo i 2008. Resultatet blev at alderen Gelasien med de 'pliocæne istider' blev flyttet fra Pliocæn til Pleistocæn.
Igennem den Neogene tidsalder har pattedyr og fugle udviklet sig betydeligt. De fleste andre livsformer har ikke ændret sig meget.
Nogen kontinentaldrift er sket i den neogene periode. Den største ændring er, at Nordamerika og Sydamerika blev kortvarigt forbundet, og at Antarktis nåede Jordens sydpol. Klimaet er kølet en del i den neogene periode, og det antarktiske isskjold blev akkumuleret.